# Coccophagus saissetiae
Coccophagus saissetiae är en stekelart som beskrevs av Charles Joseph Gahan 1922. Coccophagus saissetiae ingår i släktet Coccophagus och familjen växtlussteklar.
Artens utbredningsområde är:
- Kuba.
- Panama.
- Uruguay.

Inga underarter finns listade i Catalogue of Life.